# Reiki
Il Reiki (レイキ, 靈氣 ,霊氣, 霊気?) è una pratica spirituale usata come forma terapeutica alternativa per il trattamento di malanni fisici, emozionali e mentali.
Una revisione sistematica di una serie di studi clinici sul Reiki condotta nel 2008 ha concluso che non c'è prova dell'efficacia del Reiki nel trattamento di alcuna condizione patologica. Un'altra revisione sistematica effettuata nel 2015 sugli studi concernenti l'uso del reiki per la cura di depressione e ansia ha concluso che non c'è alcuna prova che il reiki possa essere efficace o dannoso per la cura di queste patologie.
L'American Cancer Society, il Cancer Research britannico e il National Center for Complementary and Integrative Health riportano che il Reiki non deve essere usato in sostituzione delle tradizionali terapie.

## Origini

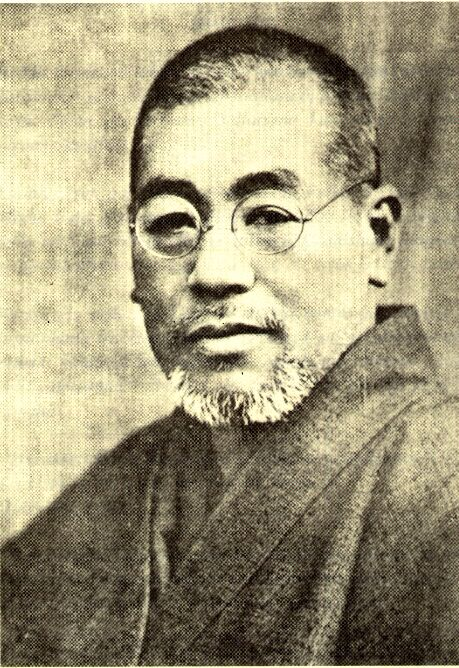
Mikao Usui 臼井甕男 (1865–1926)

Secondo la tradizione fu Mikao Usui, nato in Giappone nel 1865, a sviluppare la pratica del Reiki affermando di avere ricevuto l'abilità di curare dopo tre settimane di digiuno e meditazione sul Monte Kurama. I praticanti di Reiki usano infatti una tecnica analoga alla "imposizione delle mani" che, affermano, canalizza le energie terapeutiche (ki).
Nell'aprile del 1922 Usui andò a Tokyo dove fondò il primo Reiki Ryoho Gakkai, un gruppo di cento persone che si incontravano periodicamente per mettere in pratica il Reiki.
Lo stesso scopritore della sua tomba, Arjava Petter, riferisce che "agli inizi degli anni venti Mikao Usui fondò la Usui Reiki Ryoho Gakkai, un'organizzazione che si era prefissa l'obiettivo della guarigione dello spirito e del corpo. Egli stesso fu il primo presidente di questa organizzazione".
Il successore legittimo di Usui, il suo amico e collaboratore Ushida, alla morte di Usui avvenuta il 9 marzo 1926 divenne il secondo presidente. A lui succedettero il signor Taketomi, il signor Watanabe, il signor Wanami e la signora Koyama, che all'inizio del 1998 lasciò l'incarico a causa dell'età avanzata. L'attuale presidente è il signor Kondoh.
Usui fu un ammiratore dei lavori letterari dell'Imperatore Meiji, tanto che nel processo di sviluppo del Reiki riassunse parte del lavoro dell'imperatore in un sistema di principi etici. 
I 5 Principi del Reiki (oppure Kyogi : affermazioni) (oppure noti anche come Gainen: concetti) sono delle chiavi o strategie intenzionali da applicare giornalmente alla vita, importanti per il metodo Reiki che è l’Usui Reiki Ryoho: i 5 Principi Reiki sono il cuore stesso del sistema Reiki.
Molti insegnanti Reiki e praticanti affermano di rispettare questi cinque principi:
"Il metodo segreto per invitare la fortuna
La meravigliosa medicina per tutte le malattie
Proprio oggi:
Non ti arrabbiare
Non ti preoccupare
Sii grato
Lavora sodo su di te
Sii gentile verso tutti gli esseri viventi
Alla mattina e alla sera, siediti nella posizione del Gassho (le mani giunte di fronte al torace, conosciuta anche come posizione di preghiera) e ripeti queste parole a voce alta e nel tuo cuore.
Per l'evoluzione del corpo e dell'anima, Usui Reiki Ryoho" - Il fondatore Mikao Usui.
Nel corso della sua vita Usui trasmise i suoi insegnamenti ad oltre duemila persone e formò 16 Maestri.

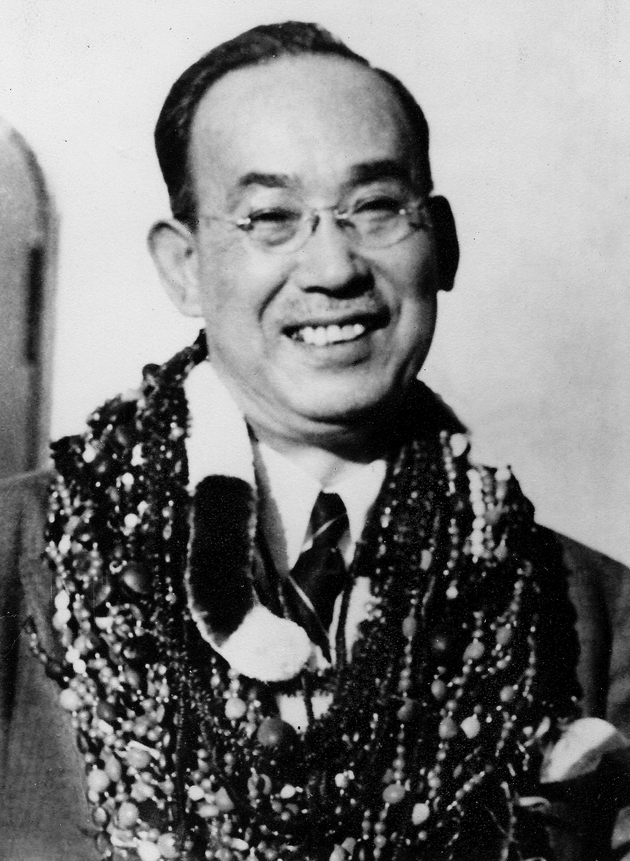
Chujiro Hayashi 林 忠次郎 (1880 - 1940)

Dopo la morte di Usui, avvenuta nel 1926, Chūjirō Hayashi, un suo studente, lasciò Usui Reiki Ryoho Gakkai e formò una propria associazione. Hayashi semplificò l'insegnamento del Reiki, spingendo sulla terapeuticità fisica e usando un sistema di tecniche più codificato e semplice.
Hayashi iniziò al Reiki Hawayo Takata, che viaggiò lungamente negli Stati Uniti d'America, praticando e insegnando i primi due livelli del Reiki. Takata sottolineò molto l'importanza di far pagare i trattamenti e gli insegnamenti del Reiki. Nel 1976 Takata iniziò ad insegnare lo Shinpiden introducendo il termine di Reiki master per questo livello, fissando in 10.000 dollari il prezzo per il master training.
Takata morì nel 1979 (alcune fonti citano come data della morte il 1980), dopo avere formato 22 Maestri Reiki. Quasi tutte le conoscenze Reiki nel mondo occidentale derivano dal suo lavoro.
Dopo la morte di Takata, Barbara Weber Ray, una sua studentessa, fondò l'American Reiki Association (ARA) che più tardi diventò l'AIRA e ora è conosciuta come Radiance Technique International Association Inc. (TRTIA). L'associazione si differenzia negli insegnamenti dagli altri master e associazioni Reiki, considerandosi l'unica vera depositaria dell'eredità di Takata.
Subito dopo la fondazione dell'ARA Phyllis Furumoto, nipote di Takata, fondò la Reiki Alliance.
Un altro studente di Takata, Iris Ishikuro, abbandonò la pratica di chiedere il prezzo di 10.000 dollari per il conseguimento del livello di master Reiki consentendo al Reiki di diffondersi più ampiamente.
Nel suo viaggio verso la popolarità fuori dal Giappone, il Reiki come creato e insegnato da Mikao Usui-Sensei, ha attraversato molti cambiamenti e diversi ulteriori sviluppi, fin quasi dal suo inizio e non solo dai tempi di Takata-Sensei.
Una grande varietà di contenuti New Age si è spesso aggiunta al Reiki, a volte integrandolo, ed esistono numerose scuole di pensiero. Oggi un Network Reiki è stato fondato per promuovere la standardizzazione delle tecniche tradizionali del Reiki.
Nel Tempio Saihoji che si trova nel Distretto Suginami di Tokyo esiste un monumento commemorativo di Usui Sensei, costituito da un monolito collocato vicino alla tomba contenente le ceneri di Usui, della moglie e del figlio. Contiene iscrizioni firmate dal Signor Ushida che parlano della vita di Usui e di come i principi di Reiki
provengano dagli scritti dell'imperatore Meiji. Il memoriale fu costruito pochi mesi dopo la morte di Usui e mantenuto fino ad oggi dalla Usui Shiki Reiki Ryoho Gakkai Giapponese. Il testo è il seguente:
 Colui che si dedica con impegno allo studio e alla meditazione e lavora instancabilmente per migliorare il corpo e la mente allo scopo di diventare una persona migliore è chiamato un uomo dalla grande anima. Coloro che utilizzano questo dono per scopi sociali, ovvero indicare la retta via a molte persone e operare per il bene comune, sono chiamati maestri. Usui era uno di questi maestri. Egli insegnò il Reiki Universale. Innumerevoli persone andarono da lui e gli chiesero di insegnare loro la grande via del Reiki.
Il testo completo della Stele o Memoriale di Mikao Usui Sensei con traduzione completa e note esplicative è possibile leggerlo qui.

## L'ideogramma tradizionale del Reiki: derivazione del nome

Forma antica dei kanji di “Reiki”

Il nome Reiki deriva dalla pronuncia di due caratteri giapponesi che descrivono l'energia in sé: '霊 rei' (significante 'l'aldilà' o 'spirituale') e 気 ki (in cinese qi, qui nel significato di 'energia' o 'forza vitale').
Nelle lingue occidentali il significato di Reiki è spesso definito come Energia Vitale Universale (traduzione usata da Hawayo Takata). Il sostantivo "Reiki" comunemente si riferisce indistintamente sia all'energia sia al metodo terapeutico che utilizza l'energia. Reiki è anche usato come verbo e aggettivo. I madrelingua giapponesi utilizzano il termine in senso generico come "potere spirituale", distinguendolo dallo specifico "metodo Usui di cura Reiki". Similmente, la pratica viene a volte chiamata Usui-do o Usui-no-michi ("il Metodo di Usui").
L'ideogramma "Reiki", o Kanji, è un insieme di segni e linee che simboleggiano un'idea molto profonda; è interessante comprendere il senso di ogni singolo segno, che sintetizza ed evoca una realtà più vasta.
Il Pittogramma Reiki e i suoi significati simbolici, alcune considerazioni filologiche sull'antico Kanji Reiki e suggerimenti di utilizzo pratico.

## Principi teorici del Reiki

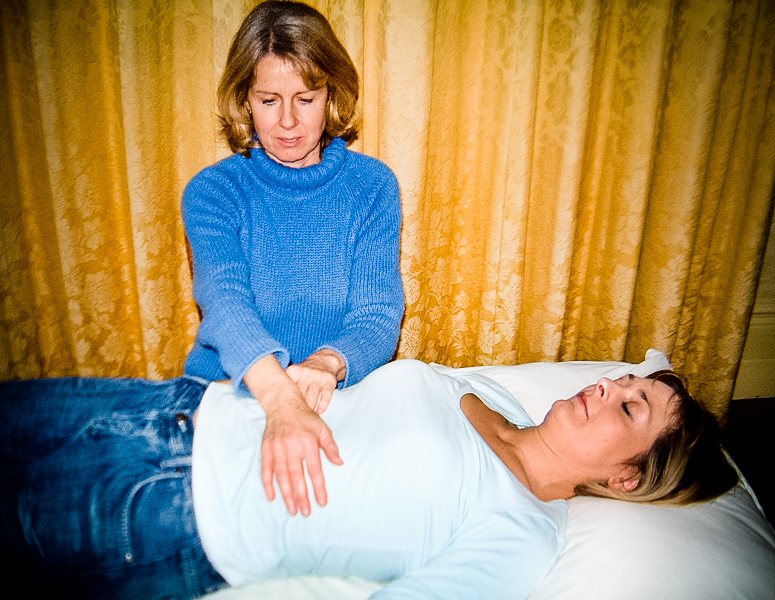
Trattamento reiki

Gli insegnamenti del Reiki affermano che c'è una energia vitale universale, accessibile ai praticanti per indurre effetti curativi.
Viene affermato dai praticanti di Reiki che ognuno di noi può acquisire la capacità di accedere a questa energia (iniziazione). In pratica tutti possono essere iniziati al Reiki. La credenza di base è che l'energia scorrerà attraverso le mani del praticante. Alcuni insegnanti sottolineano l'importanza dell'intenzione (di sanare le ferite) del praticante in questo processo mentre altri affermano che l'energia è estratta dalla ferita del ricevente al fine di attivare il processo di guarigione. Andando oltre, la credenza fondamentale vuole che il Reiki sia un'energia intelligente che rende la diagnosi di un male non necessaria.
Un secondo livello di insegnamento Reiki, che include un'ulteriore iniziazione, serve ad equipaggiare il praticante dei mezzi per "curare" a distanza. Questo metodo, dichiarano i sostenitori del Reiki, prevede l'uso di speciali simboli per creare una connessione temporanea tra il praticante ed il ricevente, a prescindere dalla ubicazione dei due soggetti, al fine di inviare l'energia Reiki. Si afferma inoltre che il Reiki non è vincolato a uno specifico punto nel tempo, ma può essere inviato nel passato o nel futuro.
L'energia impiegata nelle terapie Reiki si dice discenda dall'Universo piuttosto che da energia personale del praticante e per questo è inesauribile (alcuni insegnamenti affermano che l'energia entrerebbe nel praticante attraverso un chakra per poi defluire attraverso le mani). Come conseguenza di questo, viene insegnato ai praticanti il Reiki che essi possono curare se stessi attraverso il Reiki.
Il Reiki è altresì usato dai praticanti come medicina preventiva poiché, si afferma, l'energia stimola la cura prima ancora che ci sia un evidente sintomo del male. Altra conseguenza della semplicità del Reiki è che esso può essere insegnato ai bambini.
Alcuni insegnanti affermano che, in taluni livelli, se il ricevente non vuole essere curato, l'energia non scorrerà.
Gli aderenti descrivono il Reiki come una terapia olistica che cura malesseri fisici, mentali, emozionali e spirituali. Si afferma poi che la guarigione può interessare parte o tutti questi aspetti in un singolo trattamento senza alcuna necessità conscia di direzionare l'energia sia da parte del praticante sia da parte del ricevente.

## Reiki e Chakra
I chakra non facevano parte degli insegnamenti originali del Reiki, (i punti energetici o meglio le zone nel Reiki si chiamano Tanden), ma sono stati aggiunti
successivamente ai vari stili che sono nati in America nella metà degli anni ottanta.
Molti Master, tradizionali e non, insegnano i chakra come componente importante del sistema Reiki. Tuttavia il Reiki non richiede tecnicismi rispetto ai chakra e solo alcune scuole non tradizionali indipendenti insegnano anche tecniche particolari quali l'apertura e la chiusura dei chakra, se il "vortice" gira in senso orario piuttosto che in senso antiorario, pratiche New Age e pendoli per determinare "la rotazione" di un chakra e così via, come aggiunta alla tecnica Reiki vera e propria.

## Il Reiki e le discipline terapeutiche alternative
Tra i suoi fautori si afferma che il Reiki possa essere usato nel trattamento di praticamente tutte le malattie e disturbi conosciuti. Quando affiancato ad altre terapie naturali ed allopatiche, ne migliorerebbe l'efficacia.
Il Reiki secondo chi lo pratica avrebbe l'effetto di migliorare i risultati del trattamento medico globale, agendo in modo da ridurre gli effetti collaterali di eventuali farmaci, ridurre il tempo del trattamento, ridurre o eliminare il dolore, ridurre lo sforzo e contribuire ad aumentare un senso generale di ottimismo, che gioverà alla cura nel suo complesso.
Tra i principali benefici del Reiki i sostenitori affermano che quello  immediatamente visibile è sul nostro corpo che sarà portato ad uno stato di profondo rilassamento, eliminando stress nervosi e calmando la mente e successivamente si registra una maggiore resistenza e armonia psico-somatica, che si può sintetizzare in una migliore condizione di equilibrio e benessere.
Il Reiki, inoltre, secondo i sostenitori, può essere abbinato alla medicina tradizionale così come ad altre medicine alternative che tengono in considerazione la salute della persona da un punto di vista olistico quali l'Agopuntura, lo Shiatsu, l'Omeopatia, i Fiori di Bach, Aromaterapia, Aurasoma, Medicina ayurvedica e la Cristalloterapia.

## La malattia vista dal Reiki
Seguendo il punto di vista olistico, nel Reiki si afferma che la malattia, in qualsiasi forma si presenti, non è altro che la manifestazione sul piano fisico di uno squilibrio energetico. Secondo questa visione, traumi, incidenti, alimentazione, eventi atmosferici, situazioni ambientali, danno origine a dei blocchi energetici e alle malattie. Il Reiki ha come scopo quello di rimuovere questi blocchi energetici, ristabilendone il flusso, ristabilendo l'armoniosa interazione tra mente e corpo.
L'evento esterno, secondo questo punto di vista, può al massimo partecipare come concausa nella produzione di uno specifico sintomo, ma il conflitto nasce sempre nella psiche dell'individuo. Il dolore è l'informazione preposta alla conservazione della vita, in quanto informa la persona e il suo organismo della presenza di uno squilibrio.

### Malattia e squilibrio secondo il Reiki
Affermano i seguaci del Reiki che quando l'energia vitale non fluisce regolarmente all'interno del corpo umano seguendo il giusto ritmo, si parla di squilibrio energetico. La funzione principale del Reiki è quella di ristabilire questo equilibrio, e di permettere alla salute, alla vitalità ed alla felicità di manifestarsi liberamente. Le emozioni positive come la felicità, il buon umore, l'amore, la pietà, la tranquillità e l'appagamento sono qualità energetiche molto pure.
Secondo i praticanti il Reiki, quando vengono provate queste emozioni, si sta generando energia positiva. Le emozioni negative come la preoccupazione, la paura, il terrore, l'avversione, la rabbia, l'avidità, la bramosia, l'invidia sono energie molto dense e pesanti che richiedono grandi quantitativi di energia e di lavoro per circolare e sostenersi, tendendo ad infettare le altre persone con cui vengono in contatto (come fanno anche le emozioni positive).
Secondo i dettami del reiki, anche sul piano biologico esiste un nesso molto forte tra questi sentimenti negativi e la malattia. La rabbia, ad esempio, ha una forte ricaduta sul corpo umano ed in particolare sul fegato, sulla cistifellea e sul sistema cardiovascolare. La preoccupazione cronica, innesca dei processi di autodifesa che inducono la produzione di cortisolo, artefice di riduzione delle difese immunitarie e di una maggiore gittata cardiaca.
Ecco come, secondo i seguaci, il Reiki ristabilirebbe la pace e l'equilibrio nella mente e nel corpo, e in questo modo anche il corpo ne trarrebbe beneficio.

## Controindicazioni e critiche
Secondo gli estimatori, essendo il Reiki un'"energia intelligente", non ci sono controindicazioni: il Reiki sa come deve agire, quindi non può causare danni.
Al contrario, alcune testimonianze riportano che in talune persone il Reiki induce soggezione psicologica poiché può portare a ritenere che il Reiki possa risolvere qualsiasi problema, fino a fare trascurare le terapie tradizionali, di dimostrata efficacia, curando ogni male (o affrontando ogni situazione della vita) con questa disciplina. Inoltre il Maestro a cui ci si affida può far leva sul grado di influenza che ha sugli adepti per strutturare forme di condizionamento del tutto simili a quelle presenti all'interno delle sette.
Più in generale, del reiki si contesta che non ha alcuna valenza scientifica: non sono disponibili studi scientifici seri (studi controllati "in cieco", pubblicati su riviste autorevoli che ne garantiscano la serietà); inoltre, le spiegazioni fornite, basate su squilibri energetici, energia cosmica, canali energetici e così via, pur comuni nel campo delle medicine alternative, sono completamente estranee alla scienza moderna, e si collegano piuttosto a concezioni magiche. Il Reiki, mancando di ogni fondamento scientifico, deve i suoi eventuali, e comunque non dimostrati, benefici all'effetto placebo.
Per gli scettici il Reiki non sarebbe altro che una terapia per stare bene con sé stessi, non aspettandosi il praticante alcun significativo effetto di guarigione da alcunché.
In definitiva la possibile pericolosità del trattamento Reiki è simile a quella di molte altre forme di medicina alternativa: spingere il praticante ad abbandonare forme di cura scientifiche per privilegiare forme di cura alternative prive di alcuna prova scientifica.

### Il Reiki e la Chiesa cattolica
Ad essere contestata è anche la conciliabilità del Reiki con la fede cattolica poiché, come le varie esperienze e tecniche psicofisiche di "meditazione" o di "guarigione", pur non presentando verità da credere, in realtà presuppone e veicola una visione dell'uomo e del mondo non conforme alla Rivelazione di Gesù Cristo ed è considerata una pratica pseudo religiosa.
Il Reiki ha poi avuto un'ampia diffusione negli Stati Uniti d'America, il primo paese occidentale a conoscerlo, tanto da meritare l'attenzione della Commissione per la Dottrina della Conferenza episcopale degli Stati Uniti che, il 25 marzo 2009, ha bollato come "superstizione" il Reiki, asserendo che sia senza alcun fondamento scientifico e contrario alla fede cristiana. Il Reiki sarebbe infatti una tecnica di channeling o spiritismo e, sebbene alcuni praticanti Reiki abbiano tentato di cristianizzarlo con l'aggiunta di una preghiera a Cristo, questo non cambierebbe il carattere essenziale del Reiki che non ricorre alla guarigione per mezzo della Divina Grazia - ottenuta con la preghiera -, ma per mezzo di una tecnica che verrebbe trasmessa l'energia dal Reiki Channelizer (colui che canalizza l'energia Reiki) al Receiver (colui che riceve il trattamento).
Per queste ragioni la Conferenza episcopale degli Stati Uniti ha denunciato gli importanti pericoli del Reiki in termini di cura per la salute spirituale, condannandolo in quanto non compatibile con la dottrina Cattolica.